# Tianzhou
Tianzhou (天舟; Tiānzhōu) är ett kinesiskt obemannat lastrymdskepp.
Utvecklingen av Tianzhou startade 2012 och farkosten är baserad på rymdstationen Tiangong 1 och rymdfarkosten Shenzhou. Fraktskeppet kommer att bestå av tre kabiner; en helt sluten, en halvöppen och en helt öppen. Farkosten kommer att väga ungefär 13 ton och kunna frakta ungefär 6 ton last. Tianzhou betyder 'Himmelska skeppet'.
Tianzhou farkosterna kommer att skjutas upp med bärraketen Chang Zheng 7 från Wenchangs satellituppskjutningscenter på Hainan.
Första uppskjutningen gjordes den 20 april 2017 under namnet Tianzhou 1.

## Flygningar
| Nr | Farkost    | Uppskjutning                    | Raket         | Resultat |
| -- | ---------- | ------------------------------- | ------------- | -------- |
| 1  | Tianzhou 1 | 20 april 2017, 11:41 UTC        | Chang Zheng 7 | Lyckad   |
| 2  | Tianzhou 2 | 29 maj 2021, 12:56 UTC          | Chang Zheng 7 | Lyckad   |
| 3  | Tianzhou 3 | 20 september 2021, 07:10:11 UTC | Chang Zheng 7 | Lyckad   |
| 4  | Tianzhou 4 | 9 maj 2022, 17:56 UTC           | Chang Zheng 7 | Lyckad   |
| 5  | Tianzhou 5 | 12 november 2022, 02:03 UTC     | Chang Zheng 7 | Lyckad   |
| 6  | Tianzhou 6 | 10 maj 2023, 13:22 UTC          | Chang Zheng 7 | Lyckad   |
| 7  | Tianzhou 7 | 17 januari 2024, 13:25 UTC      | Chang Zheng 7 | Lyckad   |
| 8  | Tianzhou 8 | 15 november 2024, 15:13 UTC     | Chang Zheng 7 | Pågår    |
| 9  | Tianzhou 9 | Q3 2024                         | Chang Zheng 7 | Planerad |